# 709. pehotna divizija (Wehrmacht)
709. pehotna divizija (izvirno nemško 709. Infanterie-Division; kratica 709ID) je bila pehotna divizija Heera v času druge svetovne vojne.

## Zgodovina
Divizija je bila ustanovljena 2. maja 1941 kot nepremična divizija 15. vala iz nadomestnih enot 9. vojaškega okrožja. 
30. junija 1944 je bila uničena v bojih za Cherbourg; formalno so jo razpustili 26. julija 1944.

## Vojna služba
| Datum         | Delovanje       | Korpus             | Armada    | Armadna skupina   | Področje           |
| maj 1941      | v ustanavljanju |                    |           |                   | 9. vojaško okrožje |
| junij 1941    |                 | 25. armadni korpus | 7. armada | Armadna skupina D | Bretanja           |
| december 1942 |                 | 84. armadni korpus | 7. armada | Armadna skupina D | Normandija         |
| maj 1944      |                 | 84. armadni korpus | 7. armada | Armadna skupina B | Normandija         |

## Organizacija
1941
- 729. pehotni polk
- 739. pehotni polk
- 669. artilerijski bataljon
- 709. divizijske enote

1944
- 729. trdnjavski grenadirski polk
- 739. trdnjavski grenadirski polk
- 919. grenadirski polk
- 1709. artilerijski polk
- 709. inženirski bataljon
- 709. divizijske enote

## Pripadniki
Divizijski poveljniki
| 1. | Generalmajor Arnold von Beßel              |  | (3. maj 1941 – 15. julij 1942)      |
| 2. | Generalporočnik Albin Nake                 |  | (15. julij 1942 – 15. marec 1943)   |
| 3. | General artilerije Kurt Jahn               |  | (15. marec 1943 – 1. julij 1943)    |
| 4. | Generalmajor Eckhard von Geyso             |  | (1. julij 1943 – 12. december 1943) |
| 5. | Generalporočnik Karl-Wilhelm von Schlieben |  | (12. december 1943 – julij 1944)    |